# Gasthof Kaitl

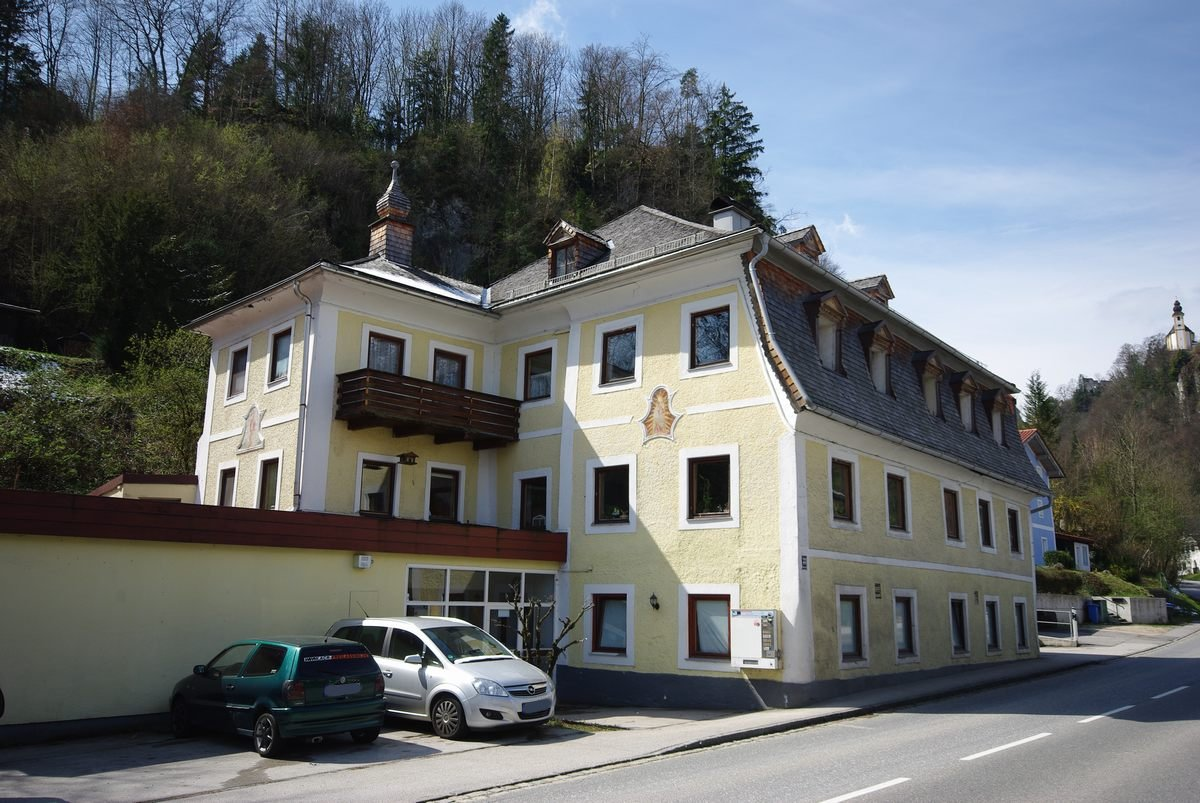
Gasthaus Kaitl

Der Gasthof Kaitl in Karlstein bei Bad Reichenhall ist ein ehemaliges Gasthaus.
Das Gebäude steht unter Denkmalschutz und ist unter der Nummer D-1-72-114-184 in die Bayerische Denkmalliste eingetragen.

## Geschichte
Kaitl ist ein alter Flurname, bereits im frühen 12. Jahrhundert befand sich oberhalb des Gasthofes die Maut zu Karlstein. An dieser befestigten Mautstelle wurde die Gebühr für die Straßenbenutzung über den Kleber – den von Schluchten durchzogenen Weg über den Thumsee und den Nesselgraben – erhoben. Um 1600 errichteten die Reichenhaller Brauer oberhalb des Kaitls an und in den Felswänden mehrere Bierkeller und einen Bräustadl. Hier konnte das Sommerbier kühl gelagert werden und im nahegelegenen Thumsee konnte zusätzlich im Winter Eis zur Kühlung geschnitten werden. Insbesondere die Gasthäuser Kaitl und der Moserwirt profitierten davon. Selbst Wolfgang Amadeus Mozart, der auf seinen Konzertreisen des Öfteren dort Halt machte, kam in den Genuss des Bieres. Dazu tranken wir ein paar Trunck gutes Bier, denn der Wein war ein Laxiertrankl und man habe beim Kaitl ein Maas recht gutes Merzenbiers getrunken, erinnerte sich Vater Leopold. Während des Tiroler Volksaufstandes 1809 war der Gasthof Kaitl ein wichtiger Ort, um Informationen über Kampfhandlungen und Truppenbewegungen auszutauschen.
1961 erwarb die Familie Scholz den Gasthof und investierte viel Geld in die Renovierung. Bis in die 1970er Jahre verfügte der Gasthof Kaitl über eine hauseigene Metzgerei. Der Betrieb als Gaststätte wurde in zweiter Generation bis 1997 aufrechterhalten. Um 2000 versuchte man, einen Barbetrieb und einen Laden für Skate-Artikel aufzubauen, was jedoch nicht nachhaltig gelang. Später wurden durch den Eigentümer Kochkurse angeboten, aktuell dient das Gebäude nur als Wohnhaus.

## Beschreibung
Der Gasthof Kaitl besteht aus zwei zweigeschossigen Häusern, die miteinander verbunden sind, an beiden Häusern Putzgliederung mit mehreren Freskokartuschen. Der nördliche Gebäudeteil stammt aus dem Ende des 19. Jahrhunderts und hat ein Mansardwalmdach, der südliche Teil hat ein Schopfwalmdach und wurde 1755 errichtet.
Der östliche, flache Anbau entstand erst im 20. Jahrhundert. Dort befand sich lange Zeit die hauseigene Metzgerei, später wurde die Fläche in einen Gastraum umgewandelt.

## Aktuelle Situation
Die Gasträume sind samt Inventar noch unverändert mit dem letzten Stand von 1997 erhalten, werden jedoch nicht mehr genutzt. Die Nähe zur Staatsstraße 2101 – die an manchen Stellen weniger als einen Meter von der Außenmauer des Gasthof Kaitl entfernt ist – bringt viele Probleme für das denkmalgeschützte Gemäuer. Insbesondere das Spritzwasser, das die Außenmauern teilweise bis zum ersten Stock erreicht. Ein Sanierungskonzept sieht einen Kalkputz vor, der jedoch nicht wasserbeständig ist. Aber auch der Straßenlärm, bedingt durch ein stark gestiegenes Verkehrsaufkommen und viel Schwerverkehr über das kleine Deutsche Eck macht den Betrieb eines Gasthofes und vor allem des Biergartens fast unmöglich. Die schattige Lage setzt auch dem Schindeldach zu, das zwischen 1961 und 2020 bereits drei Mal erneuert werden musste. Ein Blech- statt eines Schindeldaches wurde jedoch wegen des Denkmalschutzes von der zuständigen Behörde bisher abgelehnt. Besitzer Josef Scholz, der als angestellter Küchenmeister arbeitet, ist stolz auf das „alte Gewölbe“ und die Denkmaleigenschaft. Er sieht jedoch auch die Belastung, vor allem finanzieller Art, die das Gebäude und dessen Erhalt für ihn als Eigentümer mit sich bringt.

## Lage
Der Gasthof Kaitl liegt direkt an der Staatsstraße 2101 gegenüber der Einmündung der Schmalschlägerstraße, Thumseestraße 33.